# Goethe-Institut Bulgarien

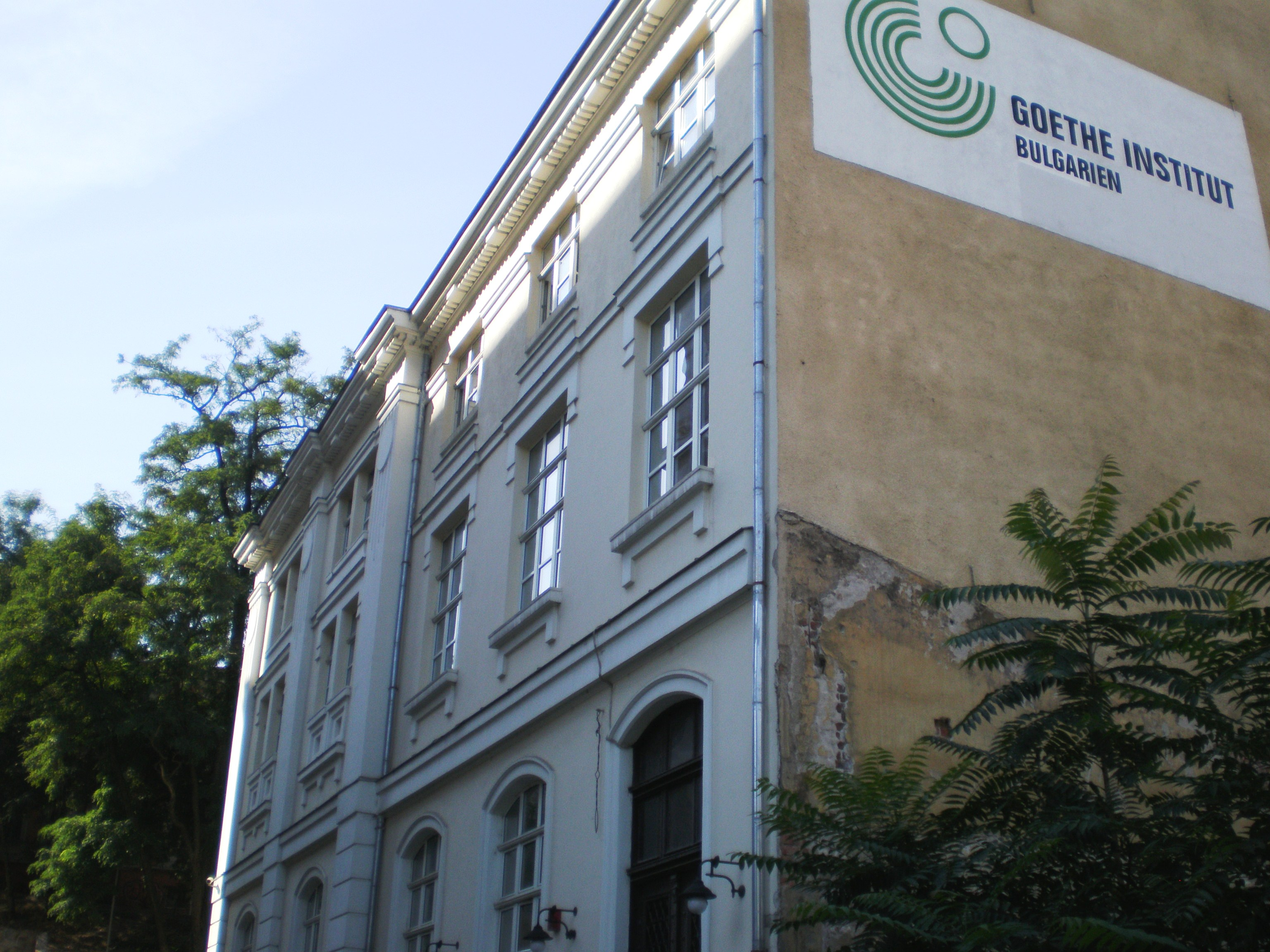
Das Goethe-Institut Bulgarien in Sofia (2008)

Das Goethe-Institut Bulgarien ist ein Regionalinstitut des Goethe-Instituts und koordiniert die Arbeit der Kulturinstitute in Bulgarien.

## Geschichte
1988 unterzeichneten die Volksrepublik Bulgarien und die Bundesrepublik Deutschland ein Abkommen über den Austausch von Kulturinstituten in Sofia und München und am 1. Mai 1989 wurde das damals erste westliche Kulturinstitut in Sofia eröffnet. Zu Beginn der 1990er Jahre unterstützte das Goethe-Institut die laufenden Reformprozesse in Bulgarien durch die Organisation von Expertentreffen zu Themen wie Selbstverwaltung, Verfassungsrecht, Hochschulrahmengesetz, Medien- und Wahlrecht. Das Institut förderte den Kulturaustausch zwischen Deutschland und Bulgarien durch Ausstellungen, Filmreihen, Konzerte, Seminare und Festivals. Nach über 40 Jahren, die Bulgarien von den Kulturszenen im Westen getrennt war, stießen Tourneen und Gastspiele auf großes Interesse. Erwähnenswert sind zum Beispiel Tanzaufführungen des Folkwang Tanzstudios Essen unter der Leitung von Pina Bausch und Urs Dietrich, Einladungen von Karlheinz Stockhausen, Wim Wenders, Theateraufführungen von Dimiter Gotscheffs Die Perser (2006) und Ivan Panteleevs Warten auf Godot (2016) und Ausstellungen von Ulrich Rückriem und Timm Ulrichs. Zudem nahm das Institut an der wichtigsten Buchmesse Bulgariens teil, die 2018 einen Schwerpunkt auf deutschsprachige Literatur legte.
1991 wurde die Bibliothek des Goethe-Instituts eröffnet. Gleichzeitig fanden die ersten Sprachkurse statt.

## Kulturprogramm
Eine der Hauptaufgaben des Goethe-Instituts ist die Zusammenarbeit mit den lokalen Kunst- und Kulturszenen und die Realisierung von Austauschprogrammen, Koproduktionen und Residenzen. Die Projekte werden gemeinsam mit lokalen Partnern entwickelt und beschäftigen sich mit aktuellen Themen und Tendenzen. Dabei fördert das Goethe-Institut den Austausch mit Deutschland und auch die Zusammenarbeit innerhalb der Region Südosteuropa, zum Beispiel im Rahmen verschiedener Projekte in Zusammenarbeit mit Bühnenautoren und Theaterschaffenden, Journalisten, Festivals und Museen.

## Sprachkurse
Das Goethe-Institut Bulgarien bietet ein umfangreiches Programm an Deutschkursen an und organisiert Deutschkurse für Erwachsene, Jugendliche, Kinder, Firmen sowie zur Prüfungsvorbereitung als Präsenz-, Online- und Blended Learning (Integriertes Lernen).
Im Rahmen der Initiative „Schulen: Partner der Zukunft“ betreut das Goethe-Institut Bulgarien zwei bulgarische Schulen in Sofia und Russe. Das Goethe-Institut Bulgarien organisiert Veranstaltungen zur Förderung des Deutschlernens an bulgarischen Schulen und bietet Schülerinnen und Schülern die Möglichkeit, an Projekten wie der Internationalen Deutscholympiade, dem Schultheaterfestival und an lokalen, regionalen und internationalen Schülercamps und Sprachkursen teilzunehmen.
Das Goethe-Institut stellt zudem den bulgarischen Deutschlehrern ein vielfältiges Programm von Fortbildungsveranstaltungen, aktuellen Materialien zu Themen aus Methodik und Didaktik und interaktiven Angeboten zur Verfügung. Jedes Jahr werden Stipendien für Fortbildungskurse in Deutschland angeboten.
Ein neues Fort- und Weiterbildungsprogramm des Goethe-Instituts für DaF-Lehrkräfte ist Deutsch lehren lernen (DLL). Für seinen Lehrkräftenachwuchs im Ausland bietet das Institut das Grüne Diplom an – eine standardisierte, berufsbegleitende und modulare Basisqualifizierung für den Unterricht von Deutsch als Fremdsprache an erwachsene Lerner.

## Bibliothek
Das Goethe-Institut Bulgarien verfügt über eine Bibliothek mit einem Bestand von 8700 Medieneinheiten in deutscher Sprache sowie Übersetzungen in bulgarischer Sprache. Die Bibliothek ist öffentlich zugänglich; die Benutzung der Medien ist kostenlos. Neben dem Schwerpunkt Deutsch als Fremdsprache sind auch Kinder- und Jugendbücher sowie Medien zu den Themen Kunst, Literatur, Umwelt und Soziales Bestandteil der Bibliothek. Neben Büchern können auch Filme, Hörbücher und Zeitschriften sowie Brettspiele ausgeliehen werden. Die Bibliothek verfügt auch über eine Playstation, eine Virtual-Reality-Brille (HTC-Vive) und einen Touch-Screen.
Der cloudbasierte Online-Katalog bietet die Möglichkeit, sowohl Medien aus dem physischen Bestand der Bibliothek als auch aus der Onleihe zu recherchieren. Die Onleihe ist die kostenlose digitale Bibliothek des Goethe-Instituts. Derzeit (Stand 2021) können 25.000 deutschsprachige E-Books, Hörbücher, Materialien für Deutschlernende, Zeitschriften und Zeitungen heruntergeladen werden sowie online Filme angesehen werden.
Die Bibliothek veranstaltet Fortbildungen für Bibliothekare und Verleger, Edit-a-thons zu zivilgesellschaftlichen Themen und diverse andere Informationsprogramme. Es werden interaktive Führungen veranstaltet und es besteht die Möglichkeit, den Bibliotheksraum kostenlos für öffentliche Veranstaltungen zu nutzen.

## Übersetzungsförderung und Zusammenarbeit mit Traduki
Das Goethe-Institut Bulgarien arbeitet gemeinsam mit dem Übersetzungsförderprogramm im Rahmen des Netzwerks Traduki und unterstützt die Publikation von Büchern deutscher Autoren in die bulgarische Sprache. Traduki unterstützt Übersetzungen aus, nach und in Südosteuropa. Bulgarien ist seit 2017 offizielles Mitglied in dem Netzwerk. Übersetzungsförderungsanträge für Werke des 20. und 21. Jahrhunderts aus den Bereichen Belletristik, Sachbuch sowie Kinder- und Jugendliteratur werden direkt bei Traduki eingereicht.

## Netzwerke
Unter „ausländisch-deutschen Kulturgesellschaften“ werden ausländische Vereinigungen und von ihnen getragene Einrichtungen zusammengefasst, die sich den Kulturaustausch mit Deutschland zum Ziel gesetzt haben. Sie erhalten eine jährliche Projektförderung des Goethe-Instituts und bieten in der Regel Sprachkurse und Kulturprogramme an. In Bulgarien gibt es zwei bulgarisch-deutsche Kulturgesellschaften: die Internationale Elias Canetti Gesellschaft in Ruse, deren Schwerpunkt im Bereich Literatur und ihrer Vermittlung liegt, und der Art Today Association in Plovdiv, die ausschließlich im Bereich zeitgenössische Kunst aktiv ist.
Das Auswärtige Amt und das Goethe-Institut fördern mit dem Programm „Europanetzwerk Deutsch“ die deutsche Sprache als Arbeits- und Verfahrenssprache in den Europäischen Institutionen und unterstützen ein aktives europäisches Netzwerk. Sie laden zu einem exklusiven Sprachkurs nach Deutschland ein.
Das Goethe-Institut arbeitet partnerschaftlich mit Bibliotheken, bibliothekarischen Verbänden, Ausbildungsstätten und Institutionen in Bulgarien und Deutschland zusammen, um den fachlichen Dialog und Austausch zu fördern. In Bulgarien organisiert das Goethe-Institut Konferenzen, Studienreisen oder Austauschprogramme im Informations-, Verlags- und Bibliotheksbereich.
Das Goethe-Institut ist Mitglied des EUNIC-Clusters Bulgarien und beteiligt sich an verschiedenen EUNIC-Projekten wie dem „Sofia Science Festival“ des British Council, an Projekten wie die „Lange Nacht der Literatur“ des Tschechischen Kulturinstituts, „Lesen in der Metro“ des Polnischen Kulturinstituts sowie am Europäischen Tag der Sprachen.